# Стефано Сальваторі
Стефано Сальваторі (італ. Stefano Salvatori, нар. 29 грудня 1967, Рим — пом. 31 жовтня 2017, Австралія) — італійський футболіст, що грав на позиції півзахисника. По завершенні ігрової кар'єри — тренер.
Виступав за ряд італійських клубів, зокрема, за клуби «Парма», «Фіорентина» та «Мілан», а також шотландський «Гартс».

## Ігрова кар'єра
Народився 29 грудня 1967 року в місті Рим. Вихованець юнацьких команд футбольних клубів «Лодіджані» та «Мілан».
У дорослому футболі дебютував 1987 року виступами за команду Серії С1 «Вірешит Боккалеоне», в якій провів один сезон, взявши участь у 32 матчах чемпіонату, після чого наступний сезон розпочав у клубі Серії Б «Парма».
В листопаді 1988 року перейшов у «Фіорентину», у складі якої і дебютував у Серії А та зайняв 7-ме місце, після чого повернувся в рідний «Мілан». Того ж року під керівництвом Арріго Саккі виграв Суперкубок Європи, відігравши перший матч з «Барселоною» (1:1). У тому ж сезоні Стефана став з командою переможцем Кубка європейських чемпіонів 1989/90, але у фінальній грі не грав, зігравши по ходу турніру лише в першій грі чвертьфіналу проти бельгійського «Мехелена», замінивши Анджело Коломбо. Також Сальваторі зіграв у другому фінальному матчі на Кубок Італії проти «Ювентусу», вийшовши на заміну, але міланці програли 0:1 і не здобули цей трофей.
Так і не ставши основним гравцем, Сальваторі повернувся до «Фіорентини». Цього разу відіграв за «фіалок» наступні два сезони своєї ігрової кар'єри. Більшість часу, проведеного у складі «Фіорентини», був основним гравцем команди. Після цього з 1992 року по два сезони захищав кольори клубів СПАЛ та «Аталанта», дійшовши з останньою до фіналу Кубка Італії 1995/96.
1996 року уклав контракт з шотландським клубом «Гарт оф Мідлотіан», у складі якого провів наступні три роки своєї кар'єри гравця і допоміг клубу виграти Кубок Шотландії у 1998 році, вперше за 42 роки, в результаті чого італієць став популярною фігурою серед вболівальників клубу.
Після трьох сезонів в Шотландії, провівши в цілому 84 матчів і забивши 3 голи у всіх змаганнях, Сальваторі повернувся в Італію в 1999 році, де він закінчував свою кар'єру в нижчолігових клубах з «АльцаноЧене», «АльбіноЛеффе» з Серії С1 і «Леньяно» з Серії С2, завершивши професійну ігрову кар'єру у 2002 році.

## Виступи за збірну
З 1989 року залучався до складу молодіжної збірної Італії, з якою став півфіналістом молодіжного чемпіонату Європи 1990 року. Всього на молодіжному рівні зіграв у 13 офіційних матчах. Також грав за другу збірну Італії.

## Кар'єра тренера
Розпочав тренерську кар'єру відразу ж по завершенні кар'єри гравця, 2002 року, очоливши тренерський штаб свого останнього клубу «Леньяно», де працював до 2005 року. Після цього працював в команді Серії Д «Вогера», головним тренером команди якого Стефано Сальваторі був з 2005 по 2007 рік.
Пізніше він повернувся до Шотландії в 2011 році, щоб працювати футбольним агентом, а в 2013 році переїхав до Австралії, де керував низкою футбольних академій, зосередившись на розвитку молодих місцевих талантів у районах Брисбен і Сідней.
Помер 31 жовтня 2017 року на 50-му році життя в Австралії від раку.

## Титули і досягнення
- Володар Кубка Італії (1):

«Мілан»: 1989–90
- Володар Суперкубка УЄФА (1):

«Мілан»: 1989
- Володар Кубка європейських чемпіонів (1):

«Мілан»: 1989/90
- Володар Кубка Шотландії (1):

«Гарт оф Мідлотіан»: 1997-98